# Anna Maria Nilsson
Anna Maria Viktoria Nilsson (Östersund, 13 maggio 1983) è un'ex biatleta svedese.
È sorella di Mattias, a sua volta biatleta di alto livello.

## Biografia
Nata a Brunflo di Östersund, in Coppa del Mondo esordì l'11 dicembre 2002 a Pokljuka/Östersund (14ª), ottenne il primo podio il 9 dicembre 2007 a Hochfilzen (3ª) e la prima vittoria il 15 gennaio 2010 a Ruhpolding.
In carriera prese parte a un'edizione dei Giochi olimpici invernali, Vancouver 2010 (16ª nella sprint, 47ª nell'inseguimento, 38ª nella partenza in linea, 24ª nell'individuale, 5ª nella staffetta) e a cinque dei Campionati mondiali (4ª nella staffetta mista a Ruhpolding 2012 il miglior piazzamento).

## Palmarès

### Coppa del Mondo
- Miglior piazzamento in classifica generale: 31ª nel 2012
- 7 podi (1 individuale, 6 a squadre):
  - 2 vittorie (a squadre)
  - 3 secondi posti (1 individuale, 2 a squadre)
  - 2 terzi posti (a squadre)

#### Coppa del Mondo - vittorie
| Data            | Località   | Nazione  | Specialità                                                      |
| --------------- | ---------- | -------- | --------------------------------------------------------------- |
| 15 gennaio 2010 | Ruhpolding | Germania | RL (con Elisabeth Högberg, Anna Carin Olofsson e Helena Ekholm) |
| 6 gennaio 2011  | Oberhof    | Germania | RL (con Jenny Jonsson, Anna Carin Olofsson e Helena Ekholm)     |

Legenda:

RL = staffetta